# Gian hàng

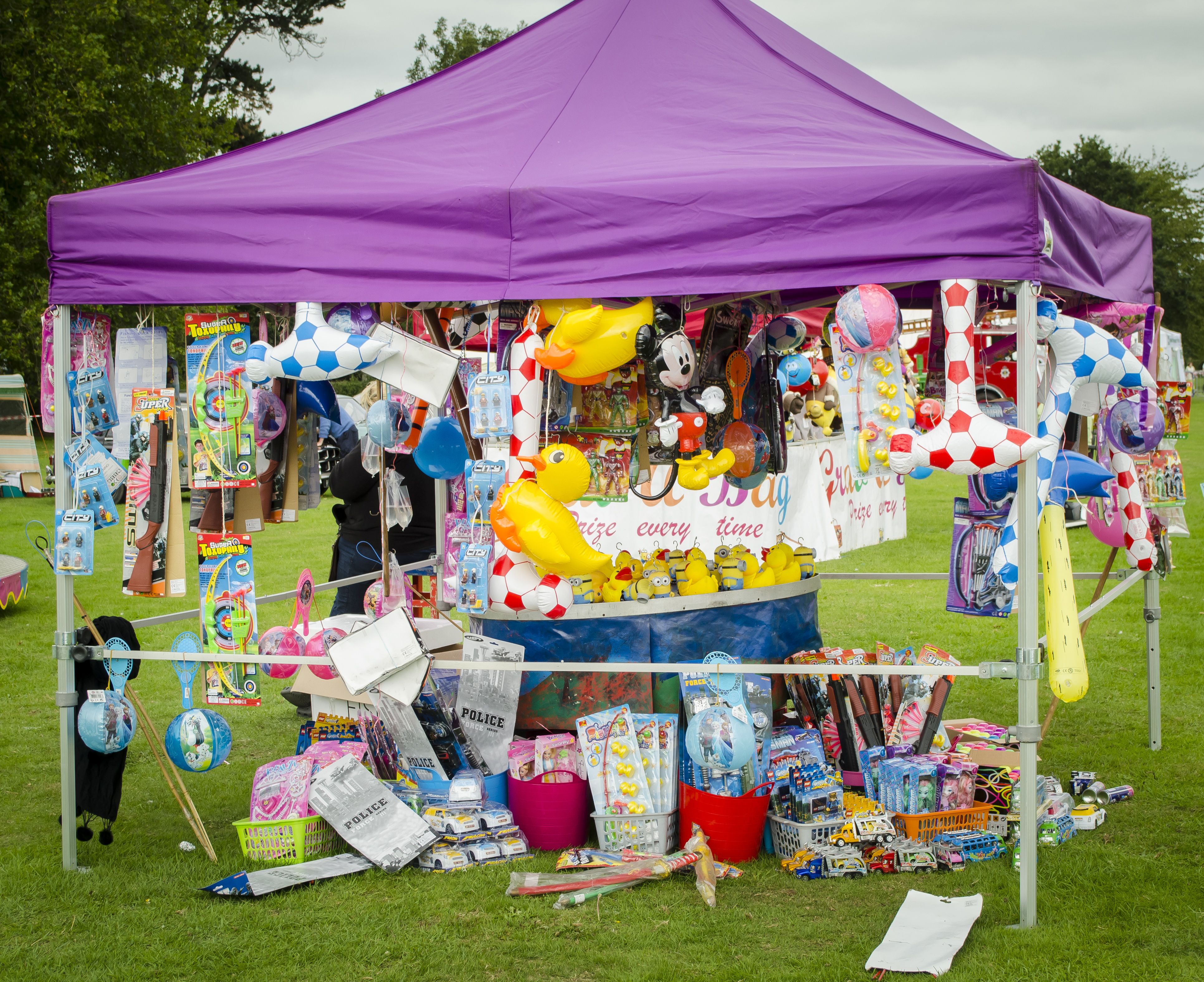
Một sạp hàng bán đồ tạp hóa

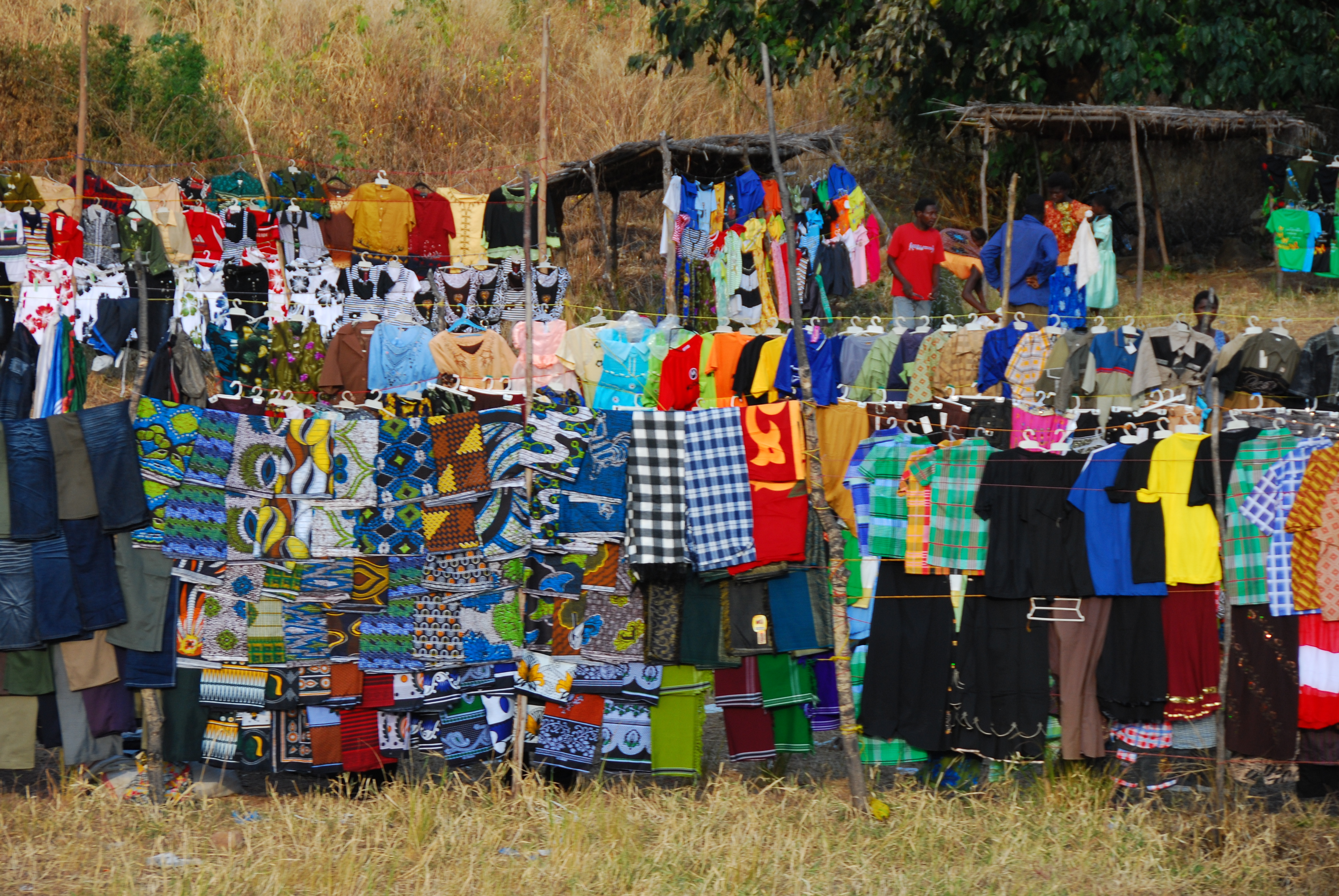
Một gian hàng áo quần

Một gian hàng hay một quầy hàng hay còn gọi là một sạp hàng (Market stalls) ở chợ là một kết cấu thường là mang tính tạm thời được dựng bởi những người bán buôn để bày bán và che đậy cho hàng hóa của họ ở chợ hoặc ở trên đường phố hay các khu vực có buôn bán, trao đổi khác. Quầy hàng được dễ dàng dựng lên, và tháo xuống hoặc chỉ đơn giản là di chuyển trên bánh xe (đối với các gian hàng được thiết kế trên một chiếc xe). Một gian hàng cũng được sử dụng như một địa điểm trưng bày tại hội chợ và các loại hình triển lãm khác. Một số gian hàng, kể cả chợ trời, có thể dựng lên (hoặc cho phép tiểu thương dựng lên) một cách lâu dài hoặc những gian hàng cố định tại các chợ, có tính chất tương tự như những sạp hàng. Có rất nhiều loại quầy hàng, từ xe thiết kế để được kéo bằng tay hoặc một kết cấu tạm thời như lều, hoặc xe có động cơ. Quầy hàng được sử dụng trên toàn thế giới bởi các nhà cung cấp bán thức ăn đường phố.